# Trygghetsfonden Fastigo - LO
Trygghetsfonden Fastigo - LO (TFL) är ett partssammansatt organ för att hantera trygghetsavtalet som är tecknat mellan arbetsgivarorganisationen Fastigo och LO. De fackliga parterna utgörs av LO, Fastighetsanställdas förbund, Svenska Byggnadsarbetarförbundet, Svenska Målareförbundet och Kommunal.